# Signs (Tedeschi Trucks Band)
Signs is het vierde studioalbum van de Amerikaanse rock- en bluesband Tedeschi Trucks Band. Deze band is in 2010 opgericht door het echtpaar Susan Tedeschi (zang en gitaar) en Derek Trucks (gitaar). Beide hebben bij eerdere bands gespeeld, voordat ze de Tedeschi Trucks Band vormden.
Deze band speelt een mengeling van stijlen zoals rock, blues, soul, rhythm-and-blues, funk, gospel en jazz. De groep bestaat uit twaalf leden, waaronder twee drummers, vier zangers en een blazerssectie. Op dit album spelen niet alleen de vaste bandleden maar ook een aantal andere muzikanten, waaronder enkele strijkers. De nummers op dit album zijn geschreven door Tedeschi en Trucks, samen met diverse andere muzikanten die ook mee spelen op deze plaat. 

## Tracklist
1. Sign, high times – Kofi Burbridge –Tim Lefebvre - Mike Mattison – Susan Tedeschi – Derek Trucks - (3:51)
2. I’m gonna be there  - Anthony Cole – Doyle Bramhall II - Susan Tedeschi – Derek Trucks - (5:48)
3. When will I begin - Susan Tedeschi – (4:17)
4. Walk through this life – Warren Haynes - Tim Lefebvre - Susan Tedeschi – Derek Trucks - (4:46)
5. Strengthen what remains – Mike Mattison - (2:36)
6. Still your mind - Kofi Burbridge – Derek Trucks - (4:57)
7. Hard case - Mike Mattison - Susan Tedeschi – Derek Trucks - (3:22)
8. Shame - Tim Lefebvre - Mike Mattison - Susan Tedeschi – Derek Trucks – (4:55)
9. All the world - Doyle Bramhall II - Susan Tedeschi – Derek Trucks - (3:21)
10. They don’t shine - Mike Mattison  - Kristina Train - (3:33)
11. The ending – Susan Tedeschi – Derek Trucks - Oliver Wood - (5:00)

## Muzikanten

### Tedeschi Trucks Band
- Susan Tedeschi – gitaar (elektrisch, akoestisch, rhythm en wah wah)
- Derek Trucks – gitaar (elektrisch),  resonator, rhythm, percussie
- Kofi Burbridge – klarinet, fluit, mellotron, orgel (Hammond), piano (grand), piano (Wurlitzer), strijkinstrumenten
- Alecia Chakour – zang
- Tyler Greenwell – conga’s, drums, percussie
- J. J. Johnson – drums, percussie
- Elizabeth Lea – hoorn, trombone, blazersarrangementen
- Tim Lefebvre – bas (akoestisch en elektrisch), gitaar (akoestisch, bariton, bas) geluidseffecten
- Mike Mattison – zang
- Ephraim Owens – hoorn, trompet, blazersarrangementen
- Mark Rivers – zang
- Kebbie Williams – saxofoon, blazersarrangementen

### Strijkinstrumenten
- Gabriela Pena Kim – viool
- Jonathan Kuo – viool
- Alexei Romanenko – cello

### Overige muzikanten
- Doyle Bramhall II – gitaar (elektrisch en akoestisch)
- Warren Haynes – zang
- Oliver Wood – akoestische gitaar
- Marc Quinones – conga’s, percussie

Doyle Bramhall II heeft o.a. gewerkt met Eric Clapton en Roger Waters (Pink Floyd). Ook heeft hij gespeeld op eerdere albums van Techinschi en Trucks. Warren Haynes was (evenals Derek Trucks) sologitarist van the Allman Brothers Band. Oliver Wood vormde met zijn broer Chris de Amerikaanse folkband the Wood Brothers. Marc Quinones is een percussionist van Puerto Ricaanse afkomst, die o.a. heeft gespeeld bij the Allman Brothers Band.  

## Productie
- producer – Derek Trucks, Bobby Tis, Jim Scott
- productie manager – Brian Speiser
- geluidstechnicus – Derek Trucks, Brian Speiser, Jim Scott, Bobby Tis
- mix controle, mixing – Jim Scott, Bobby Tis, Derek Trucks
- monitor engineer – Bobby Tis
- mastering – Bob Ludwig

De Amerikaanse site AllMusic heeft dit album gewaardeerd met vier sterren (het maximum is vijf sterren).